# Ласкари
Ла̀скари (на италиански и на сицилиански Lascari) е малко градче и община в Южна Италия, провинция Палермо, автономен регион и остров Сицилия. Разположено е на 76 m надморска височина. Населението на общината е 3489 души (към 2010 г.).